# Maria Zbyrowska
Maria Zbyrowska (ur. 2 listopada 1956 w Jaźwinach) – polska polityk, rolnik, urzędnik, ekonomistka, przedsiębiorca, działaczka społeczna, posłanka na Sejm IV i V kadencji

## Życiorys

### Wykształcenie, działalność zawodowa i społeczna
W 2002 została absolwentką Centrum Kształcenia Ustawicznego w Przemyślu, a w 2006 ukończyła studia ekonomiczne w Wyższej Szkole Gospodarczej w Przemyślu. Od 1984 prowadzi indywidualne gospodarstwo rolne (hodowlę drobiu) w Jaźwinach koło Dębicy. Była także właścicielką firmy transportowej. Zasiadała w Radzie Rolników przy KRUS.
W 2008 utworzyła i została prezesem Stowarzyszenia Na Rzecz Pomocy Rodzinie „Wanessa”, którym kierowała do 2010. W kwietniu 2009 została wiceprezesem Wojewódzkiego Funduszu Ochrony Środowiska i Gospodarki Wodnej w Rzeszowie. Funkcję tę pełniła do lutego 2011. W maju 2010 weszła w skład rady nadzorczej spółki z o.o. Eko-Top.
W 2010 została odznaczona Brązowym Medalem „Za Zasługi dla Pożarnictwa”.

### Działalność polityczna
Była współzałożycielką ZZR „Samoobrona” (w latach 1999–2003 zasiadała w jego prezydium) oraz partii Przymierze Samoobrona (następnie pod nazwą Samoobrona Rzeczpospolitej Polskiej). W latach 1997–2007 kierowała strukturami ugrupowania w województwie podkarpackim. Zasiadała także w jego władzach krajowych.
W wyborach parlamentarnych w 2001 z ramienia Samoobrony RP uzyskała mandat poselski z okręgu rzeszowskiego (13 837 głosów). W wyborach w 2005 ponownie została wybrana posłem, uzyskując 12 171 głosów. Zasiadała w Komisji Ustawodawczej, Komisji Zdrowia, Komisji Samorządu Terytorialnego i Polityki Regionalnej oraz Komisji Finansów Publicznych, a także trzech podkomisjach.
W 2007, gdy pierwsze miejsce na rzeszowskiej liście wyborczej Samoobrony RP zajął Zygmunt Wrzodak, zrezygnowała z kandydowania w przedterminowych wyborach parlamentarnych, a następnie poparła PSL. Została z tego powodu wykluczona z Samoobrony RP przez jej prezydium.
W 2008 została zarejestrowana jako kandydat w wyborach uzupełniających do Senatu (z własnego komitetu), jednak wycofała swoją kandydaturę, popierając Stanisława Zająca z PiS. Kilkanaście lat później ponownie stanęła na czele podkarpackich struktur ZZR „Samoobrona”.

### Postępowanie sądowe
Została oskarżona o zniszczenie wraz z innymi działaczami Samoobrony RP m.in. Andrzejem Lepperem zboża należącego do Zbigniewa Komorowskiego poprzez wysypanie go na tory kolejowe w 2002. Jej sprawę skierowano do oddzielnego postępowania ze względu na jej powtarzające się niestawiennictwo w prokuraturze. Akt oskarżenia w tej sprawie został skierowany do Sądu Rejonowego na Pradze-Północ w Warszawie w listopadzie 2006. W czerwcu 2010 sąd ten skazał Marię Zbyrowską na karę 5 tys. zł grzywny. W lutym 2011 Sąd Okręgowy utrzymał przedmiotowy wyrok w mocy.